# Сахарная Головка (отрог горы Ангар-Бурун)

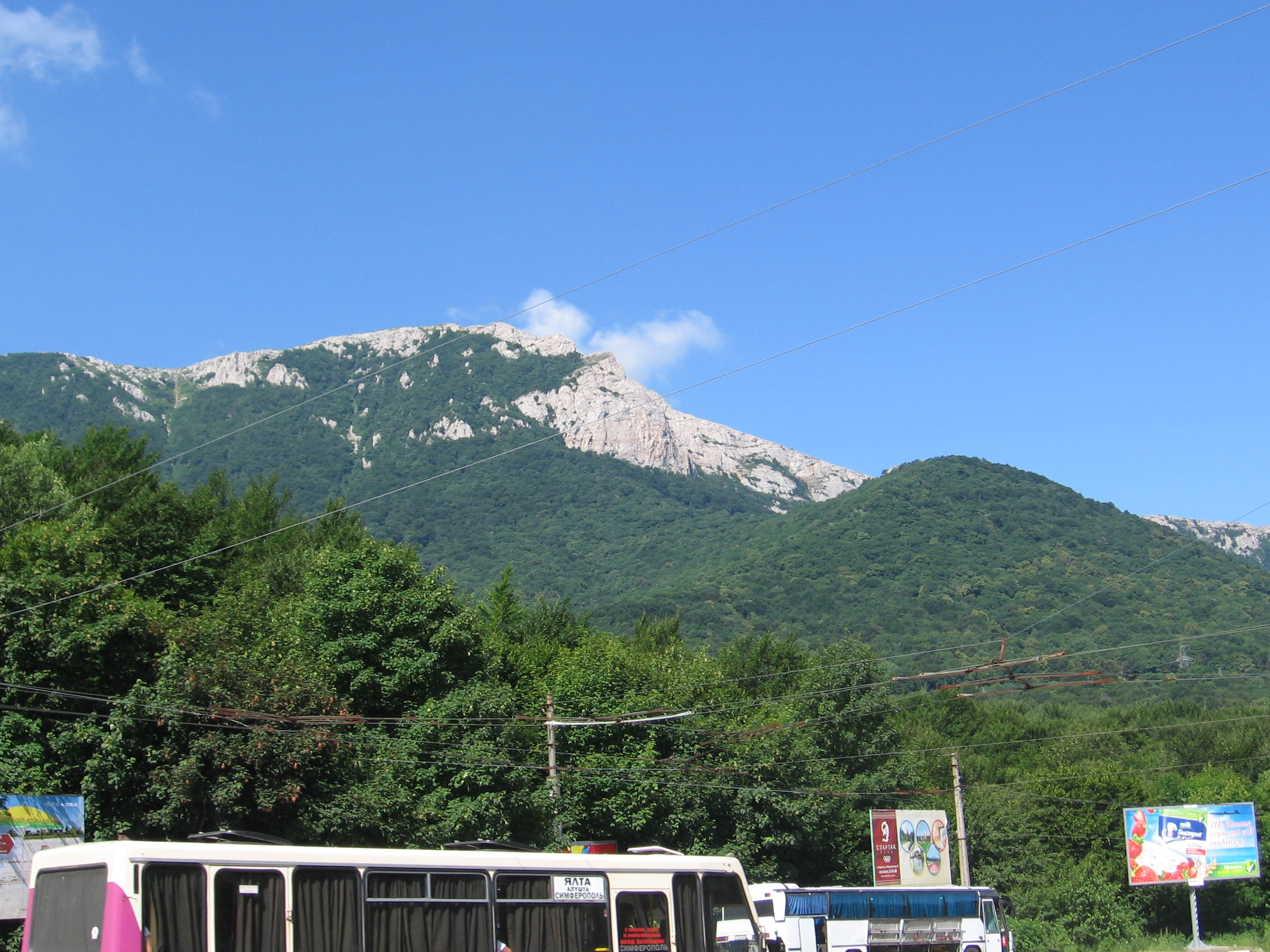
Гора Ангар-Бурун и Сахарная головка с Ангарского перевала

Сахарная Головка, Шакер Тепе, Хуш-Кая — гора-отрог в Крыму на восточных склонах Чатыр-Даг. Высота 1053 м. Лесистый конус с поляной на вершине и скальными поясами на склонах. Восточный отрог вершины Ангар-Бурун массива Чатыр-Даг находится в 1,5 км к северо-западу от Ангарского перевала.
Названа по сходству с коническими отливками сахара-рафинада, «сахарными головами».